# Čelovek, kotoryj udivil vsech
Čelovek, kotoryj udivil vsech è un film del 2018 scritto e diretto da Natal'ja Merkulova e Aleksej Čupov.

## Distribuzione
Il film è stato presentato in anteprima il 4 settembre 2018 nella sezione Orizzonti della 75ª Mostra internazionale d'arte cinematografica di Venezia.

## Riconoscimenti
- 2018 - Mostra internazionale d'arte cinematografica
  - Premio Orizzonti per la migliore attrice a Natal'ja Kudrjašova
  - In concorso (Orizzonti)
  - In concorso per il Queer Lion